# Vuelta Ciclista del Uruguay 1986
La 43.ª edición de la Vuelta Ciclista del Uruguay se disputó entre el 21 y el 30 de marzo de 1986.

## Etapas
| Etapa | Fecha       | Recorrido                  | Ganador (equipo)                        |
| 1.ª   | 21 de marzo | Montevideo-Florida         | Carlos Zárate (Uruguay de Canelones)    |
| 2.ª   | 22 de marzo | Florida-Colonia            | Alcides Echeverri (España-La Paz)       |
| 3.ª   | 23 de marzo | Colonia-Mercedes           | José Maneiro (Joselín de Mercedes)      |
| 4.ª   | 24 de marzo | Mercedes-Paysandú          | Emilio Asconeguy (Uruguay de Canelones) |
| 5.ª   | 25 de marzo | Paysandú-Tacuarembó        | Waldemar Domínguez (Maroñas)            |
| 6.ª   | 26 de marzo | Tacuarembó-Melo            | Ernesto Martínez (Cruz del Sur)         |
| 7.ª A | 27 de marzo | Contrarreloj (CRI) en Melo | Federico Moreira (Amanecer)             |
| 7.ª B | 27 de marzo | Melo-Treinta y Tres        | José Asconeguy (Amanecer)               |
| 8.ª   | 28 de marzo | Treinta y Tres-Minas       | Waldemar Domínguez (Maroñas')           |
| 9.ª   | 29 de marzo | Minas-Rocha                | Mario Pereira (Confederación del Este)  |
| 10.ª  | 30 de marzo | Rocha-Montevideo           | Ernesto Martínez (Cruz del Sur)         |

### Clasificación individual
| Pos. | Ciclista              | Equipo                 | Tiempo           |
| ---- | --------------------- | ---------------------- | ---------------- |
| 1.º  | Federico Moreira      | Club Ciclista Amanecer | 42 h 55 min 59 s |
| 2.º  | Alcides Etcheverry    | España-La Paz          | a 2 min 10 s     |
| 3.º  | José Asconeguy        | Club Ciclista Amanecer | a 2 min 46 s     |
| 4.º  | Ricardo Rondán        | Club Ciclista Amanecer | a 3 min 31 s     |
| 5.º  | Pedro Paiz            | España-La Paz          | a 6 min 20 s     |
| 6.º  | Gustavo de los Santos | Cruz del Sur           | a 6 min 26 s     |
| 7.º  | Juan Carlos Seijo     | Uruguay de Canelones   | a 6 min 57 s     |
| 8.º  | Waldemar Correa       | Club Ciclista Maroñas  | a 8 min 03 s     |
| 9.º  | Ramiro Vidal          | FEd. de Montevideo     | a 8 min 57 s     |
| 10.º | Yonir Bordenave       | Copsa                  | a 9 min 28 s     |

### Clasificación por equipos
| Pos. | Equipo                 | Tiempo            |
| ---- | ---------------------- | ----------------- |
| 1.º  | Club Ciclista Amanecer | 128 h 54 min 04 s |
| 2.º  | España-La Paz          | a 21 min 29 s     |
| 3.º  | Club Ciclista Maroñas  | a 32 min 45 s     |